# ワーズ&ミュージック
『ワーズ&ミュージック』（WORDS AND MUSIC）は、1948年のアメリカ合衆国の伝記ミュージカル映画。日本では劇場未公開。
作曲家リチャード・ロジャースと作詞家ロレンツ・ハートのパートナーシップであるロジャース&ハートの人生を大まかに基にした作品である。

## 概要
ミッキー・ルーニーがハート役、トム・ドレイクがロジャース役を演じ、ジャネット・リー、ベティ・ギャレット、アン・サザーンら多数のミュージカル・スターが出演した。この作品はMGMによるブロードウェイの作曲家/作詞家伝記シリーズの第2弾だった。前作は、1946年の『雲流るるはてに』（ティル・ザ・クラウズ・ロール・バイ）で作曲家ジェローム・カーンの伝記映画だった。第3作は1950年の『土曜は貴方に』で作詞家バート・カルマーと作曲家ハリー・ルビーについて、第4作は1954年の『我が心に君深く』でシグマンド・ロンバーグについて描かれた。
本作はルーニーとジュディ・ガーランドの最後の共演作であること、そしてロジャース&ハートの楽曲がふんだんに使用されていることで最もよく知られている。当時の類似する他の多くの映画と同様、脚本は大きく脚色されている。パートナーシップ解消およびハートの若くしての死の原因となったハートの精神的問題や自己破壊的行動には触れられていない。またハートの同性愛については当時タブーであったため描かれていない。
冒頭部でロジャースが実際に出演しているような演出が施されている。ロジャース役のトム・ドレイクが1人で登場し、ロジャースとして自己紹介をしてロレンツ・ハートとのコラボレーションの物語の幕開けを告げる。映画のポスターではルーニーを含む多くの主要登場人物の顔写真が掲載されているが、ドレイクの顔写真は掲載されておらず、他の出演者たちより小さい書体で名前が記載されたのみであった。
興行収入は非常に良かったが、制作費がかさみ、公開当初は費用をほとんど回収できなかった。2007年、ワーナー・ブラザースより、本編からカットされたペリー・コモの「Lover」や「You're Nearer」などの特典映像が含まれたDVDがリリースされた。

## ストーリー
作詞家を目指すラリーことロレンツ・ハート(ミッキー・ルーニー)は自身の歌詞に曲をつけてくれる作曲家を探している。ハーブ・フィールズ(マーシャル・トンプソン)はディックことリチャード・ロジャース(トム・ドレイク)にラリーを紹介し、1919年、パートナーとなる。なかなかヒットに恵まれず、ディックは音楽を離れ子供服販売業に就く。
ラリーは歌手ペギー・ローガン・マクニール(ベティ・ギャレット)に音楽的にも個人的にも惹かれる。ついにラリーとディックの作品がブロードウェイで上演されることになる。ラリーはペギーを主役にすると約束していたが、ジョイス・ハーモン(アン・サザーン)が主役を演じることになる。ディックはジョイスに惹かれるが若すぎると判断され、他に出会った女性ドロシー・フェイナー(ジャネット・リー)からは年をとりすぎていると判断される。ヒット作、ヒット曲を連発するが、ラリーは素直に喜べない。
ラリーはうつ病の闘病後、ジュディ・ガーランドがロジャース&ハートの音楽を使用した映画に出演することになり事態は好転する。ラリーはカリフォルニア州に家を買うが気分は晴れない。ドロシーはディックと結婚し、ラリーとの同居を提案するが、ラリーは落ち込んだままである。ニューヨークでロジャース&ハートの作品が上演されることとなり、ラリーは出席しようとするが劇場前で倒れ亡くなる。その後ディックはラリーのトリビュート公演を行なう。

## 楽曲
- Manhattan
- There's a Small Hotel
- Mountain Greenery
- Where's that Rainbow?
- On Your Toes
- We'll Have A Blue Room
- Thou Swell
- Where or When
- ザ・レディ・イズ・ア・トランプ The Lady Is a Tramp
- I Wish I Were in Love Again
- Johnny One Note
- ブルー・ムーン Blue Moon
- 10番街の殺人 Slaughter on Tenth Avenue
- With a Song in My Heart

## キャスト
| - リチャード・ロジャース(ディック)：トム・ドレイク - ビル・リー：ディックの歌声の吹替 - ロレンツ・ハート(ラリー)：ミッキー・ルーニー - ドロシー・フェイナー・ロジャース：ジャネット・リー - ハーバート・フィールズ：マーシャル・トンプソン - ペギー・ローガン・マクニール：ベティ・ギャレット - ミセス・ハート：ジャネット・ノーラン - ジョイス・ハーモン：アン・サザーン - エディ・ロリソン：アンダース/本人(フィナーレ)：ペリー・コモ - マーゴ・グラント：シド・チャリシー - アイリーン・ウィルソン：マーゴの歌声の吹替 - ベン・ファイナー・ジュニア：リチャード・クワイン - ファイナー氏：エモリー・バーネル | ゲスト出演: - ジューン・アリソン - Thou Swell - レナ・ホーン - Where or When, ザ・レディ・イズ・ア・トランプ/The Lady Is a Tramp - ジュディ・ガーランド - I Wish I Were in Love Again, Johnny One Note - メル・トーメ - ブルー・ムーン/Blue Moon - ジーン・ケリー, ヴェラ＝エレン - 10番街の殺人/Slaughter on Tenth Avenue(ダンス) |

## スタッフ
- 監督：	ノーマン・タウログ
- 製作：	アーサー・フリード
- 脚本：	フレッド・F・フィンクルホフ
- 撮影：	チャールズ・ロッシャー、ハリー・ストラドリング

## 制作
制作予算は$2,659,065であった。

## 評価
アメリカ国内とカナダで$3,453,000、海外で$1,099,000の興行収入があったが、制作費がかさみ$371,000の損失となった。
アメリカン・フィルム・インスティチュートより、2004年、楽曲「ザ・レディ・イズ・ア・トランプ」がアメリカ映画主題歌ベスト100にノミネートされ、2006年、本作がミュージカル映画ベストにノミネートされた。